# Kortdelning
Kortdelning (på engelska kallat card sharing) innebär att kopiera ett kodat programkort från en kommersiell TV-operatör med hjälp av en server eller ett verktyg som säljs i butiker. Sedan TV-operatörerna Viasat, Boxer TV Access, Canal Digital och Com Hem gjorde det omöjligt att tillverka traditionella piratkort har TV-piraterna istället gått över till att ta betalt för att dela programkort över Internet.